# HITnRUN Phase One
HITnRUN Phase One è il trentaseiesimo studio album dell'artista statunitense Prince. È stato pubblicato in esclusiva su Tidal il 7 settembre 2015, prima della sua uscita su CD, avvenuta il 15 settembre 2015 dalla NPG Records.

## Tracce
1. Million $ Show – 3:10
2. Shut this down – 3:03
3. Ain't about 2 stop – 3:39
4. Like a mack – 4:05
5. This could b us – 4:11
6. Fallinlove2nite – 3:13
7. X's face – 2:38
8. Hardrocklover – 3:43
9. Mr. nelson – 2:27
10. 1000 X's & O's – 4:28
11. June – 3:22